# Bertil F. Dorch
Søren Bertil Fabricius Dorch (født 10. april 1971 i København) er en dansk astrofysiker, universitetslektor og bibliotekschef ved Syddansk Universitetsbibliotek.
Han har været formand for Danmarks Fag-, Forsknings- og Uddannelsesbiblioteker (tidligere Danmarks Forskningsbiblioteksforening) fra 2014-2020 og for Forskningsbibliotekernes Chefkollegium fra 2015-2019.
Han har desuden været medlem af LIBER Executive Board fra 2017-2021. Herudover har han skrevet mere end 50 videnskabelige artikler om stjerner, særligt solens magnetisme og mere end 50 populærvidenskabelige artikler.